# Grabadu e Gabaliouchtou
Grabadu et Gabaliouchtou è un fumetto a puntate creato da Jean Tabary e in alcune strisce disegnato da Louis Cance e Jean-Jacques Lalanne.

## Storia
Grabadu et Gabaliouchtou fu pubblicato nel periodico per ragazzi Vaillant dal 1958 al 1968.
In maniera saltuaria venne ripubblicato tra il 1977 e il 2001 dal mensile per ragazzi Fluide Glacial, da Gomme e da Hop.
Nel 1959, Tabary firmò le prime tavole con due idioti: Grabadu e Gabaliouchtou. Jean Tabary adotta uno stile grafico differente dal disegno "classico", piuttosto spoglio, e lancia gag completamente folli agli appassionati di fumetti. «Sono nati i due eroi più stupidi dei fumetti», fu il commento di Gotlib.

## Pubblicazioni
Di seguito le pubblicazioni e ristampe di Grabadu et Gabaliouchtou.
| Anno | Periodico                     | Titolo                                                                                | Autori                            |
| ---- | ----------------------------- | ------------------------------------------------------------------------------------- | --------------------------------- |
| 1958 | Vaillant n. 710               | Représentation unique                                                                 | Jean Tabary                       |
| 1959 | Vaillant n. 715               | L'âne                                                                                 | Jean Tabary                       |
| 1959 | Vaillant n. 750               | L'apprenti maçon                                                                      | Jean Tabary                       |
| 1959 | Vaillant n. 753               | Le casse-croute du Gaulois                                                            | Jean Tabary                       |
| 1959 | Vaillant n. 757               | Grabadu et Gabaliouchtou jouent au ballon                                             | Jean Tabary                       |
| 1960 | Vaillant n. 765               |                                                                                       | Jean Tabary                       |
| 1960 | Vaillant n. 775               | Grabadu et Gabaliouchtou mangent au restaurant                                        | Jean Tabary                       |
| 1960 | Vaillant n. 779               | Grabadu se penche sur un dictionnaire                                                 | Annie Gacon, Jean Tabary          |
| 1960 | Vaillant n. 781               | Vericima                                                                              | Jean Tabary                       |
| 1960 | Vaillant n. 784               | Savez-vous qui?                                                                       | Jean Tabary                       |
| 1960 | Vaillant n. 784               | Aux pionniers Lécureux et Poïvet qui depuis tant d'années se balladent dans le cosmos | Jean Tabary                       |
| 1960 | Vaillant n. 789               | Pêcheurs!! Suivez les conseils de Grabadu                                             | Jean Tabary                       |
| 1960 | Vaillant n. 793               |                                                                                       | Jean Tabary                       |
| 1960 | Vaillant n. 794               | Grabadu et Gabaliouchtou partent en vacances...                                       | Jean Tabary                       |
| 1960 | Vaillant n. 803               | Faites chauffer la colle                                                              | Jean Tabary                       |
| 1960 | Vaillant n. 806               | Les mouchoirs de Grabadu et Gabaliouchtou                                             | Jean Tabary                       |
| 1960 | Vaillant n. 809               | Grabadu tailleur                                                                      | Jean Tabary                       |
| 1960 | Vaillant n. 811               | Grabadu trouve une solution au problème du stationnement                              | Jean Tabary                       |
| 1960 | Vaillant n. 812               | Grabadu bricole                                                                       | Jean Tabary                       |
| 1960 | Vaillant n. 813               | Grabadu et son complice Gabaliouchtou à la montagne                                   | Jean Tabary                       |
| 1960 | Vaillant n. 814               | Véricimascope                                                                         | Jean Tabary                       |
| 1961 | Vaillant n. 818               |                                                                                       | Jean Tabary                       |
| 1961 | Vaillant n. 821               | La fille de trois heures du matin                                                     | Jean Tabary                       |
| 1961 | Vaillant n. 823               | Spécial Noël et Halloween                                                             | Jean Tabary                       |
| 1961 | Vaillant n. 843               |                                                                                       | Jean Tabary                       |
| 1962 | Vaillant n. 906               | Gradabu et son complice Gabaliouchtou à la fête foraine                               | Jean Tabary                       |
| 1968 | Vaillant n. 1196              | Oeuf                                                                                  | Jean Tabary                       |
| 1968 | Vaillant n. 1220              | Grabadu et son complice Gabaliouchtou à la fête foraine                               | Jean Tabary                       |
| 1968 | Vaillant n. 1222              | Grabadu et son complice Gabaliouchtou à la fête foraine                               | Jean Tabary                       |
| 1977 | Fluide Glacial n. 9           |                                                                                       | Jean Tabary                       |
| 1977 | Fluide Glacial n. 10          | Faites chauffer la colle                                                              | Jean Tabary                       |
| 1977 | Fluide Glacial n. 12          | A la fête foraine                                                                     | Jean Tabary                       |
| 1977 | Fluide Glacial n. 13          | Grabadu pompiste                                                                      | Jean Tabary                       |
| 1977 | Fluide Glacial n. 15          | Con et Con partent en vacances                                                        | Jean Tabary                       |
| 1977 | Fluide Glacial n. 17          | Grabadu rentre des croisades                                                          | Jean Tabary                       |
| 1981 | Gomme n. 1-2                  |                                                                                       | Jean Tabary                       |
| 1984 | Hop n. 34                     |                                                                                       | Jean Tabary                       |
| 1995 | Fluide Glacial Spécial 20 ans |                                                                                       | Jean Tabary                       |
| 1959 | Hop n. 84                     |                                                                                       | Jean Tabary                       |
| 1973 | Hop n. 84, 54                 | (Ristampa Pieds Nickelés Magazine)                                                    | Louis Cance, Jean Tabary          |
| 1976 | Hop n. 90                     | (Ristampa Fluide Glacial)                                                             | Jean-Jacques Lalanne, Jean Tabary |
| 1963 | Hop n. 92                     |                                                                                       | Jean Tabary                       |